# Uwe-Michael Gutzschhahn
Uwe-Michael Gutzschhahn (Pseudonym: Moritz Eidechser, * 31. Januar 1952 in Langenberg (Rheinland)) ist ein deutscher Schriftsteller und Übersetzer.

## Leben und Werk
Gutzschhahn studierte Germanistik und Anglistik an der Ruhr-Universität Bochum. 1978 wurde er mit einer Dissertation über Christoph Meckel promoviert. Anschließend war er als Verlagslektor tätig. Gutzschhahn lebt heute in München.
Uwe-Michael Gutzschhahn ist Verfasser von Erzählungen, Kinder- und Jugendbüchern und Gedichten. Daneben ist er als Herausgeber von Anthologien und als Übersetzer aus dem Englischen hervorgetreten.
Gutzschhahn ist Mitglied des Verbandes deutscher Schriftsteller und des P.E.N.-Zentrums Deutschland. Er erhielt  1979 den Förderpreis für Literatur des Landes Nordrhein-Westfalen, 1984 den Würzburger Literaturpreis sowie 1993 den Preis der Internationalen Bodenseekonferenz. 2011 wurde er gemeinsam mit dem Autor für Morris Gleitzmans Einmal mit dem Katholischen Kinder- und Jugendbuchpreis ausgezeichnet, den er 2019 für die Übersetzung Ich weiß, heute Nacht werde ich träumen, zusammen mit dem australischen Autor Steven Herrick, erneut erhielt. 2019 wurde Uwe-Michael Gutzschhahn zu den Münchner Turmschreibern berufen.

## Bibliografie

### Eigene Texte
- Windgedichte, Köln 1978
- Prosa und Lyrik Christoph Meckels, Köln 1979 (zugleich Diss. Bochum 1978)
- Fahrradklingel, Berlin 1979
- Miriam oder Im Abstieg der Schönheit, Berlin 1979
- Prosa und Lyrik Christoph Meckels, Köln 1979
- Das Leichtsein verlieren, Berlin 1982
- In der Hitze des Mittags, München 1983
- Grüner Himmel, München 1986
- Landunter, Bergen-Holland 1987
- Stufen, Bergen, Holland 1989
- Zack – fang den Hut, Ravensburg 1989
- Das Möwenzeichen, Stuttgart [u. a.] 1992
- Flußlandschaft, Köln 1993
- Der Sog, Stuttgart [u. a.] 1993
- Ein Saurier in der Verwandtschaft, Ravensburg 1994
- Betreten verboten, Stuttgart [u. a.] 1995
- Der Alltag des Fortschritts, Weilerswist 1996
- Benita Feuerlöscher und die Knallköpfe; Ravensburg 1996 (unter dem Namen Moritz Eidechser)
- Benita Feuerlöscher und die edlen Ritter, Ravensburg 1997 (unter dem Namen Moritz Eidechser)
- Benita Feuerlöscher und die roten Juckpusteln, Ravensburg 1998 (unter dem Namen Moritz Eidechser)
- Der geheime Bericht über den Dichter Goethe, der eine Prüfung auf einer arabischen Insel bestand, München [u. a.] 1999 (zusammen mit Rafik Schami)
- Der hungrige Weihnachtsmann, Hamburg 2003 (unter dem Namen Moritz Eidechser)
- Der kleine Wolf, der husten musste, Hamburg 2004 (unter dem Namen Moritz Eidechser)
- Fidu und Bonjo, Hamburg 2005 (unter dem Namen Moritz Eidechser)
- Der Leuchtturm unter den Wolken, Düsseldorf 2007
- Du nudelnackte Nuckelnase, Hamburg 2007 (unter dem Namen Moritz Eidechser)
- Unsinn lässt grüßen, Hildesheim 2012 (zusammen mit Erhard Dietl)
- Zehn kleine Hexenkinder, Köln 2014 (zusammen mit Erhard Dietl)
- Die Muße der Mäuse: Gedichte Nettetal 2018 (mit Zeichnungen von Manfred Schlüter)
- Mäusekino : ein Versfest für Kinder, Nettetal 2020 (Zeichnungen von Manfred Schlüter)
- Die Geschichte des Hasen endet im Topf : Gedichte, Berlin 2021
- In meinem Rucksack wohnt ein Tiger, Frankfurt am Main 2022 (Ill. von Sabine Kranz)
- Der Name des Glücks: Gedichte, Nettetal 2023 (Zeichnungen von Manfred Schlüter)
- Der kleine Eiskönig, Tulln an der Donau 2023 (Ill. Von Linda Wolfsgruber)

### Herausgeberschaften
- Die Paradiese in unseren Köpfen, Würzburg 1983
- Claude Lapointe: Die Welt der Büchermacher, Ravensburg 1991
- Young poets of Germany, London 1994
- Ich möchte einfach alles sein, München [u. a.] 1998
- Sommerabenteuer, München 2000
- Liebe bis aufs Blut, München [u. a.] 2001
- Sommerträume, München 2001
- Sommerliebe, München 2002
- Sommerfantasie, München 2003
- Schöner als Fliegen, Hamburg 2004
- Sprung ins kalte Wasser, München [u. a.] 2004
- An einem anderen Ort, München 2007
- Alles zum ersten Mal – Geschichten vom Anfangen, Frankfurt am Main 2010

### Übersetzungen
- Louise Arnold: Arthur Unsichtbar und das Geheimnis der verschwundenen Geister, Frankfurt/M. 2007
- Louise Arnold: Arthur Unsichtbar und der Fluch von Stonehenge, Frankfurt am Main 2008
- Louise Arnold: Arthur Unsichtbar und der Schrecken von Thorblefort Castle, Frankfurt am Main 2006
- Lee Bacon: Joshua Schreck, Frankfurt 2013
- Kevin Brooks: Candy, München 2006
- Kevin Brooks: Kissing the rain, München 2007
- Kevin Brooks: Lucas, München 2006
- Kevin Brooks: Martyn Pig, München 2004
- Kevin Brooks: The road of the dead, München 2008
- Kevin Brooks: iBoy, München 2010
- Dan Brown: Eine wilde Symphonie, Köln 2020
- Pearl S. Buck: Frau Star, Ravensburg 1988
- Pearl S. Buck: Die große Welle, Ravensburg 2006
- Aidan Chambers: Die unglaubliche Geschichte des Nik Frome, Ravensburg 1990 (übersetzt zusammen mit Karl-Heinz Dürr)
- Veronica Cossanteli: Im kleinen wilden Schnergenland.Thienemann, Stuttgart 2021, ISBN 978-3-522-18580-6.[1]
- Roald Dahl: Der Pastor von Nibbleswick, Ravensburg 1992
- Rachel Ward: Numbers – Den Tod im Blick. Carlsen, Hamburg 2010
- Nicola Davies: Was juckt mich da?, Düsseldorf 2008
- Alexis Deacon: Beegu besucht die Erde, Düsseldorf 2005
- Michael Dorris: Fremde, Ravensburg 1996
- Michael Dorris: Morgenlicht und Sternenwächter, Ravensburg 1995
- Wilson Gage: Kulli-Kulli und der Bär, Ravensburg 1992
- Susan Gates: Puh, hier stinkt's!, Düsseldorf 2004
- Arthur Geisert: Numeri romani ab uno ad duo milia, München 1999
- Morris Gleitzman: Einmal, Hamburg 2009
- Noah Gordon: Tiergeschichten, München 2004
- Emily Gravett: Achtung Wolf!, Düsseldorf 2006
- Emily Gravett: Mein Buch vom Angsthaben, Düsseldorf 2008
- Emily Gravett: Post vom Erdmännchen, Düsseldorf 2007
- John Halliday: Gewitterfische, München 2005.
- Katherine Hannigan: Ida B ... und ihre Pläne, soviel Spaß wie möglich zu haben, Unheil zu vermeiden und (eventuell) die Welt zu retten, cbj, München 2005, ISBN 3-570-12972-1.
- James Heneghan: Im Schutz des Kleinen Volkes, Hamburg 2003.
- Steven Herrick: Ich weiß, heute Nacht werde ich träumen, Stuttgart 2018.
- Barbara Jean Hicks: Das Monster, das nicht schlafen wollte, Düsseldorf 2005
- Ted Hughes: Der Eisenmann, Ravensburg 1987
- Ted Hughes: Der Rüssel und andere Geschichten vom Anfang der Welt, Ravensburg 1991
- John Hulme: Der Schein, Frankfurt/Main 2009
- Cynthia Kadohata: Kira-Kira, Hildesheim 2007
- Neal Layton: Lenny Langbein und der Bär, Düsseldorf 2005
- Isabella Leitner: Isabella, Ravensburg 2006
- Clem Martini: Die Krähen-Chronik, Berlin
  - 1. Der Mob, 2006
  - 2. Die Pest, 2007
- Pnina Moed-Kass: Echtzeit, Berlin 2005
- Stevie Morgan: Das Buch vom Müssen und Machen, Düsseldorf 2005
- Stevie Morgan: Der weiße Bär, Düsseldorf 2006
- Andy Mulligan: Trash, Reinbek 2011
- Chris Naylor-Ballesteros: Der Koffer, Frankfurt am Main 2020
- Barbara Park: Skelly und Jake, München 2003
- Brian Patten: Der Elefant und die Blume, Würzburg 1985
- Brian Patten: Die gestohlene Orange, Göttingen 1987
- Brian Patten: Springende Maus, Würzburg 1987
- William Rodman Philbrick: Im Herzen des Sturms, Ravensburg 2006
- Chris Raschka: Hey! Ja?, München [u. a.] 1997
- Ingrid Schubert: Mein Held, Düsseldorf 2005
- Brian Selznick: Die Entdeckung des Hugo Cabret, München 2008
- Charles Simic: Wo steckt Pepé?, München [u. a.] 2000
- Nicky Singer: Auf einem schmalen Grat, München 2005
- Nicky Singer: Norbert Nobody oder Das Versprechen, München 2002
- Peter Sís: Ein Hund für Madlenka, München [u. a.] 2002
- Peter Sis: Madlenka, München [u. a.] 2001
- Peter Sis: Rhino Regenbogen, München [u. a.] 2000
- Jan Slepian: Der Sommer mit Alfred, Hamburg 2004
- Gitte Spee: Rosalinde und das Seeschwein, Ravensburg 1993
- Colin Thiele: Der alte Leuchtturm, Ravensburg 1989 (übersetzt zusammen mit Gertrud Rukschcio)
- Ulises Wensell: Warten auf Mama, Ravensburg 1990
- Robert Paul Weston: Zorgamazoo, Berlin 2012
- Jane Yolen: Eulen-Rufe, Ravensburg 1989

## Auszeichnungen
- 1979: Förderpreis für Literatur des Landes Nordrhein-Westfalen
- 1984: Würzburger Literaturpreis
- 1993: den Preis der Internationalen Bodenseekonferenz
- 2006: Deutscher Jugendliteraturpreis in der Kategorie Jugendjury für die Übersetzung von Lucas von Kevin Brooks
- 2009: Deutscher Jugendliteraturpreis in der Kategorie Jugendbuch für die Übersetzung von The Road of the Dead von Kevin Brooks
- 2011: Katholischer Kinder- und Jugendbuchpreis, zusammen mit dem Autor Morris Gleitzman, für Einmal
- 2018: Großer Preis der Deutschen Akademie für Kinder- und Jugendliteratur e. V. Volkach
- 2018: Deutscher Jugendliteraturpreis – Sonderpreis Gesamtwerk
- 2019: Berufung zu den Münchner Turmschreibern
- 2019: Katholischer Kinder- und Jugendbuchpreis, zusammen mit dem Autor Steven Herrick, für Ich weiß, heute Nacht werde ich träumen
- 2020: Luchs des Monats (April) als Übersetzer von Der Koffer von Chris Naylor-Ballesteros
- 2020: Bilderbuchpreis Huckepack als Übersetzer von Adrian hat gar kein Pferd von Marcy Campbell